# ダークラディエーション
ダークラディエーション (Dark radiation) または暗黒放射（あんこくほうしゃ）は、暗黒物質の相互作用が仲介する仮説上の放射である。
標準模型における粒子間の電磁相互作用を光子が仲介するのと同様に、ダークラディエーションは、暗黒物質粒子の間の相互作用を媒介するものとして提案された。暗黒物質粒子そのものと同様に、ダークラディエーションも標準模型粒子とは相互作用しない。
このような放射の存在に関する証拠はないが、バリオン物質は複数種類の相互作用する粒子を含むことから、暗黒物質も同様であると考えられている。さらに、最近になって、宇宙マイクロ波背景放射のデータが、ニュートリノの有効自由度の値が3.046以上であり、3種類のニュートリノからなる標準模型よりも若干大きいことを示唆しているようだと指摘されている。この余分の自由度は、宇宙における非自明なダークラディエーションの量に起因している可能性がある。ダークラディエーションの候補の1つは、ステライルニュートリノである。